# Best Kept Secret
Best Kept Secret é um romance lançado em 2013 por Jeffrey Archer e o terceiro livro da série Clifton Chronicles. O livro foi lançado em 14 de março de 2013 e trata os eventos logo após a criação da família do personagem Harry Clifton. 